# جان اینگلیش
جاناتان جیمز "جان" اینگلیش (به انگلیسی: Jonathan James "Jon" English) (زاده ۱۹۴۹ در همپستد، لندن - مرگ ۲۰۱۶ سیدنی) خواننده، موسیقیدان، بازیگر و نویسنده ساکن استرالیا بود.

## زندگی
اینگلیش در سال ۱۹۶۱ به همراه خانواده‌اش به استرالیا مهاجرت کرد. او برای سباستین هاردی آواز خوان و ریتم گیتاریست بود. اما از سال ۱۹۷۲ فعالیت خود را به عنوان بازیگر در نقش «یهودا اسخریوطی» در نمایش موزیکال «عیسی مسیح قهرمان» آغاز کرد (این نمایش از طریق تلویزیون پخش می‌شد).
اینگلیش به عنوان یک تک خوان برجسته نیز شناخته می‌شود. وی جوایز متعددی همچون جایزهٔ TV Week Logie Award برای بهترین بازیگر جوان استرالیا برای بازی در سریال در برابر باد (۱۹۷۸) را در کارنامه خود دارد.

## مرگ
وی در ۹ مارس ۲۰۱۶ در سیدنی درگذشت.